# Jaghnoben

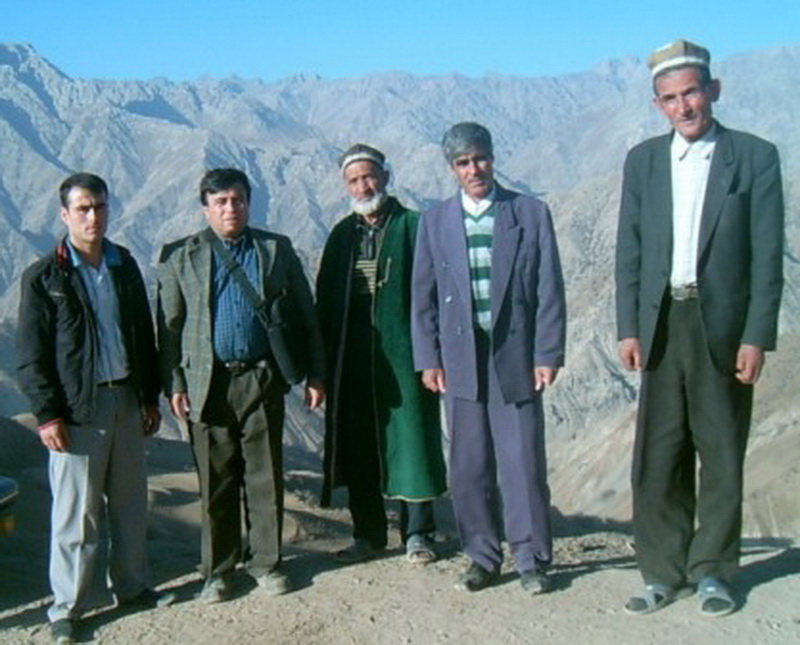
Jaghnoben in typischer Kleidung

Die Jaghnoben oder Jagnoben (auch Jaghnobi oder Yaghnobi; tadschikisch Яғнобиҳо, russisch Ягнобцы) sind ein Volk, das hauptsächlich in den Flusstälern von Jagnob und Warsob nördlich der Hauptstadt Duschanbe in Tadschikistan lebt.

## Lebensweise

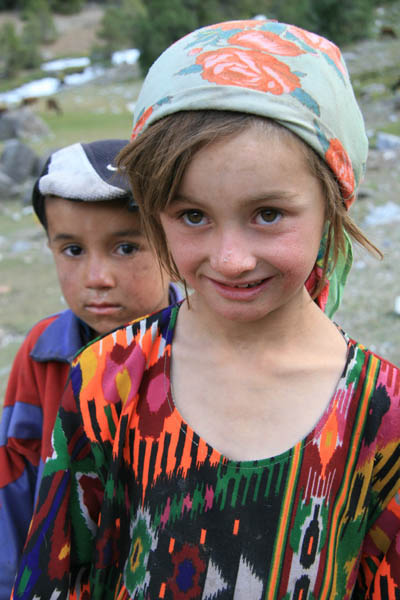
Jaghnobische Kinder

Die in ihrer Lebensweise den Galtscha (Berg-Tadschiken) und den Pamirvölkern nahe verwandten Jaghnoben sprechen eine eigene Sprache, das Jaghnobi, das Reste der nicht mehr existierenden sogdischen Sprache enthält. Diese Tatsache deutet auf eine Verwandtschaft der Jaghnoben mit den Sogdern hin. 1966 wurden noch 2000 Jagnoben gezählt, inzwischen werden sie aber zu den Tadschiken gezählt. Jaghnobi gehört zur östlichen Gruppe der iranischen Sprachen, Literatursprache ist Tadschikisch. Die jaghnobische Sprache ist inzwischen vom Aussterben bedroht, da viele Jaghnoben die traditionellen Siedlungsräume in den Flusstälern Nordtadschikistans verlassen haben und in urbanen Zentren wie Duschanbe leben. Im Jagnobtal wird die Sprache weitergegeben, aber nicht an Schulen unterrichtet.
Die meisten Jaghnoben leben von der Landwirtschaft, wobei vor allem die Schattenseiten der Flusstäler zur Bewirtschaftung genutzt werden. Dabei werden unter anderem Gerste, Weizen und Erbsen angebaut. Die Häuser der Jaghnoben sind zumeist aus Stein gebaut, da Holz in der Region kaum verfügbar ist. Meistens sind die Häuser in unmittelbarer Nähe bewässerter Felder gebaut. Bei den Jaghnoben gibt es eine weit verbreitete Arbeitsteilung zwischen Männern und Frauen. Männer sind für die Bewässerung der Felder und für die Jagd zuständig, Frauen kümmern sich um die Tiere. Weil Obst und Gemüse in den hochgelegenen Flusstälern kaum angebaut werden können, wird es aus anderen Regionen importiert.

## Geschichte
Die ursprüngliche Besiedlung des heutigen Siedlungsraumes der Jaghnoben ging auf Zoroastrier zurück, die während der islamischen Expansion in die abgelegenen Flusstäler flüchteten. Heute sind die Jaghnoben muslimischen Glaubens, zoroastrische Traditionen sind kaum erhalten geblieben. Ursprünglich lebten die Jaghnoben ausschließlich am Fluss Jaghnob, im 16. und 17. Jahrhundert wurden auch die Täler des Flusses Warsob zu Siedlungsgebieten der Jaghnoben. Erwähnt wurden die Jaghnoben bereits 1820 vom deutsch-baltischen Forschungsreisenden Georg von Meyendorff, der im Rahmen einer russischen Mission nach Buchara über sie berichtete. Der erste Kontakt eines Europäers mit den Jaghnoben fand im Rahmen einer Forschungsreise des russischen Orientalisten Alexander L. Kuhn in den 1870er-Jahren statt. Während der sowjetischen Herrschaft in Tadschikistan wurden in den 1970er-Jahren viele Jaghnoben deportiert. Die Zugehörigkeit zum Volk der Jaghnoben fand keine Berücksichtigung, Jaghnoben wurden schlicht als Tadschiken registriert. 1990 wurde die Wiederherstellung der im Rahmen der Deportationen verlassenen Dörfer durch einen Beschluss des Ministerrats in Duschanbe ermöglicht, die jaghnobische Diaspora blieb trotzdem bestehen. Nach der Unabhängigkeit wurde zudem der Tadschikische Akademie der Wissenschaften die Aufgabe zuteil, den Erhalt des Jaghnobi zu unterstützen. Im modernen Tadschikistan haben die Jaghnoben keinen Minderheitenstatus, da dieser Bevölkerungsgruppen mit mindestens 52.000 Mitgliedern vorbehalten ist. Die Mehrheit der Jaghnoben lebt nach den Deportationen der 1970er-Jahre in anderen Landesteilen Tadschikistans, nur circa 1.000 Jaghnoben leben heute noch in den traditionellen Siedlungsräumen in den Tälern von Warsob und Jagnob.

## Heutige Situation
Die Mehrheit der Jaghnoben, die über das tadschikische Staatsgebiet verstreut leben, ist inzwischen weitestgehend assimiliert. In den traditionellen Siedlungsräumen der Jaghnoben wird die angestammte Sprache und Kultur weitergegeben. Ein Hindernis stellt hierbei die Bildung dar, denn der allgemeine Unterricht findet nicht auf Jaghnobi statt, sodass die meisten Jaghnoben lediglich über Primärbildung verfügen. Die Infrastruktur im Siedlungsgebiet der Jaghnoben ist kaum ausgebaut, Baumaßnahmen werden durch die Gebirgslage erschwert. Pläne zur Einrichtung eines ethnographischen Parks zum Schutz der Jaghnoben wurden bislang nicht umgesetzt. Auf Grund der mangelnden staatlichen Unterstützung für die Jaghnoben sind viele Nichtregierungsorganisationen für sie aktiv.